# Мнюв (гміна)
Гміна Мнюв (пол. Gmina Mniów) — сільська гміна у східній Польщі. Належить до Келецького повіту Свентокшиського воєводства.
Станом на 31 грудня 2011 у гміні проживало 9399 осіб.

## Територія
Згідно з даними за 2007 рік площа гміни становила 95.27 км², у тому числі:
- орні землі: 66.00%
- ліси: 24.00%

Таким чином, площа гміни становить 4.24% площі повіту.

## Населення
Станом на 31 грудня 2011:
| Опис     | Загалом | Загалом | Чоловіки | Чоловіки | Жінки | Жінки |
| -------- | ------- | ------- | -------- | -------- | ----- | ----- |
| одиниця  | осіб    | %       | осіб     | %        | осіб  | %     |
| все      | 9399    | 100     | 4617     | 49.12    | 4782  | 50.88 |
| міське   | 0       | 100     | 0        |          | 0     |       |
| сільське | 9399    | 100     | 4617     | 49.12    | 4782  | 50.88 |

## Сусідні гміни
Гміна Мнюв межує з такими гмінами: Заґнанськ, Лопушно, Медзяна Ґура, Радошице, Смикув, Стомпоркув, Стравчин.